# قرار مجلس الأمن التابع للأمم المتحدة رقم 1301
قرار مجلس الأمن التابع للأمم المتحدة رقم 1301، المتخذ في 31 أيار / مايو 2000، بعد الإشارة إلى جميع القرارات السابقة بشأن مسألة الصحراء الغربية ، ولا سيما القراران 1108 (1997) و1292 (2000)، مدد المجلس ولاية بعثة الأمم المتحدة الاستفتاء في الصحراء الغربية حتى 31 يوليو 2000.
بدأ القرار بالترحيب بالجهود المبذولة لتوعية موظفي الأمم المتحدة في عمليات حفظ السلام بالوقاية من فيروس نقص المناعة البشرية / الإيدز والأمراض الأخرى ومكافحتها. وأيد المجلس الجهود التي تبذلها بعثة الأمم المتحدة للاستفتاء في الصحراء الغربية لتنفيذ خطة التسوية والاتفاقات الخاصة بإجراء استفتاء حر وعادل بشأن تقرير المصير لشعب الصحراء الغربية. الخلافات الجوهرية بين المغرب وجبهة البوليساريو لم يتم حلها بعد.
تم تمديد ولاية البعثة بشرط أن يقدم الطرفان مقترحات يتم الاتفاق عليها من أجل حل المشاكل المتعلقة بتنفيذ خطة التسوية وإيجاد حل دائم شامل للوضع السياسي للصحراء الغربية. وطُلب من الأمين العام كوفي عنان تقديم تقييم للوضع قبل 31 تموز / يوليه 2000.
تم تبني القرار، الذي رعته فرنسا وروسيا والمملكة المتحدة والولايات المتحدة، بأغلبية 12 صوتًا مقابل صوت واحد ضد (ناميبيا) وامتنع عضوان عن التصويت من جامايكا ومالي. وقال ممثل ناميبيا، في معرض شرحه لتصويته، إنه لا يمكنه دعم الخروج عن أحكام خطة التسوية وحق الشعب غير القابل للتصرف في تقرير المصير والاستقلال، على الرغم من أنه سيدعم تمديد البعثة؛ وذكر ممثل جامايكا أن القرار كان ينبغي أن يكون تقنيًا فقط لأن الاستفتاء لن يتم في أي وقت قريب، وكان ينبغي ترك الاعتبارات السياسية وغيرها من المقترحات البديلة لقرار لاحق؛ وأيد ممثل مالي خطة التسوية ووافق على أن الاستفتاء لن يتم قريبًا، لكنه فضل اعتماد بيان رئاسي يثني على المبعوث الشخصي للأمين العام.

## روابط خارجية
- نص القرار في undocs.org